# کارولینا دل پرینسیپ
کارولینا دل پرینسیپ (انگلیسی: Carolina del Príncipe) نام یک منطقه مسکونی در کلمبیا است.